# Christoph Langen
Christoph Langen   (Colònia, 27 de març de 1962) és un pilot de bob alemany, ja retirat, que va competir entre les dècades de 1980 i 2000.
Durant la seva carrera esportiva va prendre part en quatre edicions dels Jocs Olímpics d'Hivern, el 1988, 1992, 1998 i 2002. El 1992, a Albertville, guanyà la medalla de bronze en la cursa de bobs a dos. El 1998, a Nagano, guanyà la medalla d'or en la cursa de bobs a quatre i la de bronze en la del bobs a dos. El 2002, a Salt Lake City, guanyà la medalla d'or en la cursa de bobs a dos. Una malaltia cardíaca impedí la seva cinquena participació en uns Jocs.
En el seu palmarès també destaquen dotze medalles al Campionat del món de bob, vuit d'or i quatre de plata, entre les edicions de 1991 i 2004. Al Campionat d'Europa guanyà catorze medalles, set d'or, tres de plata i quatre de bronze entre el 1992 i el 2004.
També va guanyar la general de la Copa del Món de bobsleigh dues vegades (1995-96, 1998-99), la prova de dos homes tres vegades (1995-96, 1998-99, 2003-04) i la prova de quatre homes una vegada (1998-99).